# Franciscus Salesius Schmitt
Franciscus Salesius Schmitt (Taufname Johann Theodor, * 20. Dezember 1894 in Neusattl bei Elbogen in Böhmen; † 2. Mai 1972 in Heilbronn) war ein deutscher Benediktiner.

## Leben
Am 5. Oktober 1917 legte Schmitt im Emmauskloster in Prag die Profess ab. Nach der Ausweisung der deutschen Mitglieder der Abtei gehörte er 1919 zu den Neugründern des Klosters Grüssau. Am 6. August 1922 empfing er in Grüssau die Priesterweihe. Franciscus Schmitt war ein herausragender Kenner des Werkes von Anselm von Canterbury, das er edierte, ins Deutsche übersetzte und erläuterte. 
Nach dem Zweiten Weltkrieg wirkte er bei der Neugründung des Klosters in Bad Wimpfen mit.

## Ehrungen
Die Katholisch-theologische Fakultät der Universität Bonn verlieh ihm 1962 den Dr. theol. honoris causa.

## Schriften (Auswahl)
- S. Anselmi Cantuariensis archiepiscopi Opera Omnia. Ad fidem codicum rec. Franciscus Salesius Schmitt. 6 Bände. Abtei Seckau, Band 1: Seckau 1938, Band 2–6: Edinburgh 1946–1961; Neudruck in 2 Bänden: Stuttgart-Bad Cannstatt 1968.
- Ein neues unvollendetes Werk des hl. Anselm von Canterbury. Münster 1936, OCLC 4065768. Rezension
- Proslogion. lateinisch – deutsch. Stuttgart-Bad Cannstatt 1962.
- Anselm von Canterbury: De veritate. Lateinisch-deutsche Ausgabe. Stuttgart-Bad Cannstatt 1966, OCLC 633498493.
- Anselm von Canterbury: Cur Deus homo. Lateinisch und deutsch. Darmstadt 1986, ISBN 3-466-20002-4.
- Anselm von Canterbury: Proslogion. Untersuchungen. Stuttgart-Bad Cannstatt 1995, ISBN 3-7728-0010-6.